# Masakra w restauracji McDonald’s w San Ysidro
Masakra w San Ysidro – strzelanina, do której doszło 18 lipca 1984 roku, podczas której 41-letni James Huberty zamordował 21 osób oraz ranił 19 innych w lokalu McDonald’s w miejscowości San Ysidro w stanie Kalifornia. Sam sprawca został zabity przez policyjnego snajpera. Strzelanina ta była najkrwawszym tego typu atakiem, aż do strzelaniny w barze Luby’s w 1991 roku.

## Przebieg
O godzinie 15:56, zamachowiec wtargnął do lokalu po czym zaczął strzelać do personelu, a następnie do klientów znajdujących się w nim. Następnie, wyszedł z restauracji, aby zaatakować klientów siedzących na dworze przy lokalu. Około godziny 16:00, miały miejsce pierwsze telefony na służby ratunkowe informujące o ataku. W lokalu znajdowało się około 50 osób.
Wchodząc do lokalu po pewnym czasie, Huberty pierwotnie wymierzył z broni w 16-letniego pracownika, Johna Arnolda. W tym momencie asystent kierownika, Guillermo Flores krzyknął do nastolatka: „Hej, John, ten facet chce cię zastrzelić!” Według Arnolda, gdy Huberty nacisnął spust, nie doszło do wystrzału broni. Gdy Huberty sprawdził broń, 22-letnia Neva Caine, kierowniczka lokalu, podeszła do stanowiska, przy którym stał Arnold, a nastolatek w tym momencie, zaczął odchodzić od zamachowca. Huberty wystrzelił z broni w sufit, po czym zmienił broń, a tę wycelował w Caine, strzelając do niej w głowę. Caine po chwili zmarła na miejscu.
Gdy pracownicy i klienci próbowali ukrywać się pod stołami lub w toaletach, uwagę zamachowca przykuła grupka sześciu kobiet i dzieci. Najpierw zabił 19-letnią Marię Colmenero-Silvę strzałem w klatkę piersiową, a następną ofiarą była dziewięcioletnia Claudia Pérez. Następnie zranił 15-letnią siostrę Péreza Imeldę oraz 11-letnią Aurorę Peña za pomocą swojej strzelby. Obok ciała matki, leżało ośmiomiesięczne niemowlę, które zaczęło płakać, po tym jak Huberty krzyknął na nie, a następnie zabił je strzałem w plecy.
Pierwszy z wielu telefonów do służb ratunkowych nastąpiły wkrótce po godzinie 16. Dyspozytor mylnie skierował policjantów do innego McDonalda, położonego około 3 kilometrów od faktycznego miejsca masakry. Ten błąd doprowadził do opóźnienia w nałożeniu blokad drogowych o kilkanaście minut. W trakcie masakry, do okienka McDrive, podjechała kobieta, która usłyszała dobiegający ze środka huk wystrzału. Kobieta zatrzymała samochód, a wyszła z niego dopiero po strzelaninie.
O godzinie 17:17, Huberty udał się do okienka McDrive’a, by sprawdzić czy w pobliżu lokalu znajduje się więcej osób. Dało to snajperowi SWAT, 27-letniemu Charlesowi Fosterowi, okazję do zabicia zamachowca. Pierwszy pocisk wystrzelony przez antyterrorystę trafił Jamesa w klatkę piersiową, przecinając tym samym odcinek aorty położony bardzo blisko serca. Zabójca zmarł na miejscu.

## Sprawca
Sprawcą ataku był 41-letni James Olivier Huberty, z zawodu ochroniarz. Był on uzbrojony w karabinek Uzi, strzelbę Winchester 1200 typu pump action, oraz pistolet Browning HP. Przed dokonaniem zamachu, spędził czas z żoną i córką w pobliskim zoo. Kiedy opuszczał dom w celu dokonania zamachu, żona zapytała go gdzie idzie. Odparł on, że będzie "polował na ludzi".

## Ofiary strzelaniny
Lista ofiar strzelaniny:

1. Elsa Borboa-Firro (lat 19)
2. Neva Caine (lat 22)
3. Michelle Carncross (lat 18)
4. María Colmenero-Silva (lat 19)
5. David Delgado (lat 11)
6. Gloria González (lat 22)
7. Omarr Hernandez (lat 11)
8. Blythe Herrera (lat 31)
9. Matao Herrera (lat 11)
10. James Huberty (lat 41)
11. Paulina López (lat 21)
12. Margarita Padilla (lat 18)
13. Claudia Pérez (lat 9)
14. Rubén Pérez (lat 19)
15. Carlos Reyes (8 miesięcy)
16. Victor Rivera (lat 25)
17. Hugo Velázquez (lat 45)
18. Aída Velázquez-Victoria (lat 69)
19. Laurence Versluis (lat 62)
20. Miguel Victoria-Ulloa (lat 74)
21. Arisdelsi Vuelvas-Vargas (lat 31)
22. Jackie Lynn Wright (lat 18)